# John Kibowen
John Kemboi Kibowen (21 aprile 1969) è un ex mezzofondista e maratoneta keniota.

## Palmarès
| Anno | Manifestazione | Sede     | Evento       | Risultato | Prestazione | Note |
| ---- | -------------- | -------- | ------------ | --------- | ----------- | ---- |
| 2001 | Mondiali       | Edmonton | 5000 m piani | Bronzo    | 13'05"20    |      |

## Campionati nazionali
2000
- Oro ai campionati kenioti di corsa campestre, cross corto

2003
- Oro ai campionati kenioti di corsa campestre, cross corto

## Altre competizioni internazionali
1998
- Oro al Bauhaus-Galan ( Stoccolma), miglio - 3'51"32

2000
- Oro al Nairobi International Crosscountry ( Nairobi)

2003
- Argento alla World Athletics Final ( Monaco), 3000 m piani - 7'38"21
- Oro alla Parelloop ( Brunssum) - 27'40"

2004
- Oro alla Parelloop ( Brunssum) - 27'59"
- 5º al Great North Cross Country ( Newcastle upon Tyne) - 28'11"

2005
- 8º alla World Athletics Final ( Monaco), 5000 m piani - 13'44"81
- Oro alla Parelloop ( Brunssum) - 27'51"
- Bronzo alla New Orleans Crescent City Classic ( New Orleans) - 28'01"
- 4º all'Amendoeiras em Flor ( Albufeira) - 48'55"
- 9º al Nairobi International Crosscountry ( Nairobi)

2006
- 11º al Cross Internacional Valle de Llodio ( Llodio) - 27'40"
- 4º al Cross International de la Constitución ( Alcobendas) - 32'24"
- Argento al Cross Fiestas de la Virgen ( Yecla) - 33'05"

2007
- 6º alla Porto Half Marathon ( Porto) - 1h02'16"
- 9º alla New Delhi Half Marathon ( Nuova Delhi) - 1h03'09"
- Oro alla Great Yorkshire Run ( Sheffield) - 28'40"

2008
- 8º alla Maratona di Amsterdam ( Amsterdam) - 2h11'28"
- 14º alla Maratona di Parigi ( Parigi) - 2h11'04"